# عمود الضوء

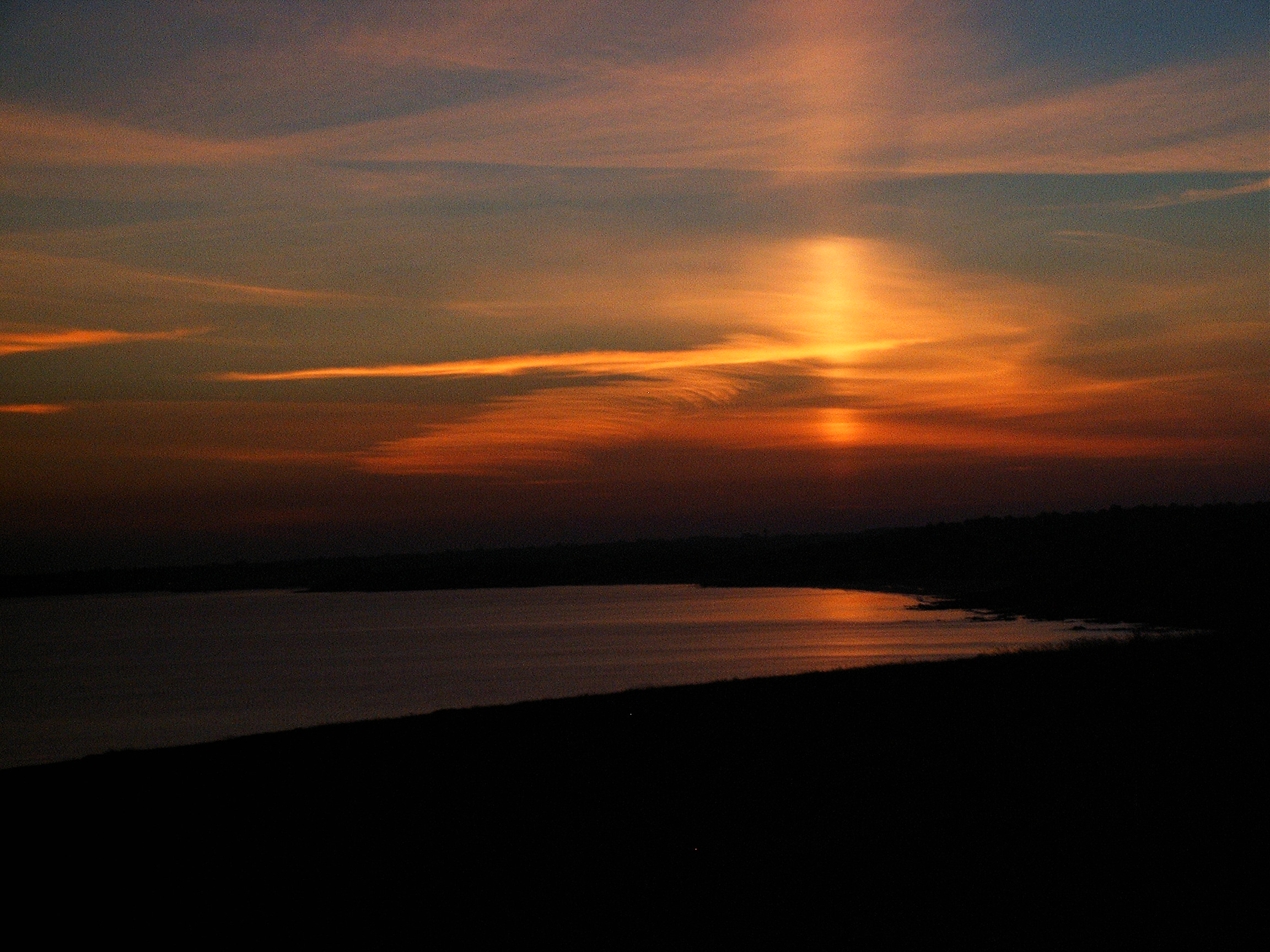
عمود ضوء, فنستير, بريتاني

عمود الضوء هي ظاهرة ضوئية في الغلاف الجوي على شكل عمود رأسي من الضوء الذي يظهر على امتداد اعلاه و/أو تحت مصدر الضوء . ينشأ هذا التأثير، واحيانا يسمى ظاهرة الشعاع البلوري، من خلال انعكاس الضوء من العديد من بلورات الثلج الصغيرة العالقة في السحب أو الجو .
يمكن أن يأتي الضوء من الشمس (عادة عندما تكون قريبا أو حتى تحت خط الافق ) وفي هذه الحالة تسمى هذه الظاهرة عمود الشمس أو العمود الشمسي. كما يكمن ان تأتي من القمر أو من مصادر بشرية مثل إنارة الشوارع.

## التشكيلة
بما انها تتكون نتيجة تفاعل الضوء مع بلورات الثلج، فأنها تنتمي إلى عائلة الهالات .
هذه البلورات المسؤولة عن أعمدة الضوء تكون عادة مسطحة، صفائح سداسية، والتي تميل إلى توجيه نفسها أكثر أو اقل افقيا خلال وقوعها عبر الهواء .
سطوحها الجماعية بمثابة مرآة عملاقة، الذي يعكس مصدر الضوء صعودا و/أو هبوطا إلى صورة افتراضية .
كما انا البلورات تختل نتيجة للاضطرابات، زاوية سطوحها تنحرف بعض درجات عن اتجاه خط الافق , مما يتسبب بالانعكاس (أي عمود الضوء)لتصبح ممتدة.
كلما كبر حجم البلورة، كلما زاد وضوح هذا التأثير، أكثر ندرة، البلورات التي على شكل اعمدة يمكنها ان تسبب الاعمدة الضوئية كذلك.
على عكس شعاع الضوء، العمود الضوئي لا يقع فعليا فوق أو تحت مصدر الضوء، ظهور العمود الرأسي هو مجرد وهم بصري، الناتجة من مجموعة الانعكاسات عن البلورات الثلجية، فقط تلك التي تبدوا انها تكن في خط عمودي توجه اشعة الضوء نحو المراقب.(مشابه لانعكاس مصدر الضوء في جسم الماء)
عرفت اعمدة الضوء بانها تسبب بلاغات عن اجسام غامضة, شلالات نياغارا هي واحدة من هذه المناطق، حيث يسبب الضباب من شلالات نياغارا هذه الظاهرة لتظهر بشكل متكرر خلال أشهر الشتاء، حيث تتفاعل بلورات الثلج مع العديد من اضواء المدن الصاعدة المواجهة للشلالات لتنشئ اعمدة ضوء بارزة

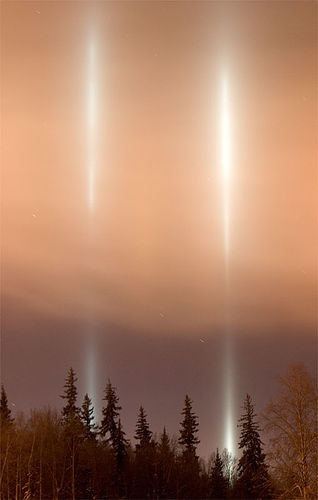
عمود ضوء من اضواء غير مغطاه في جامعة فيربانكس_الاسكا (J. Hall)
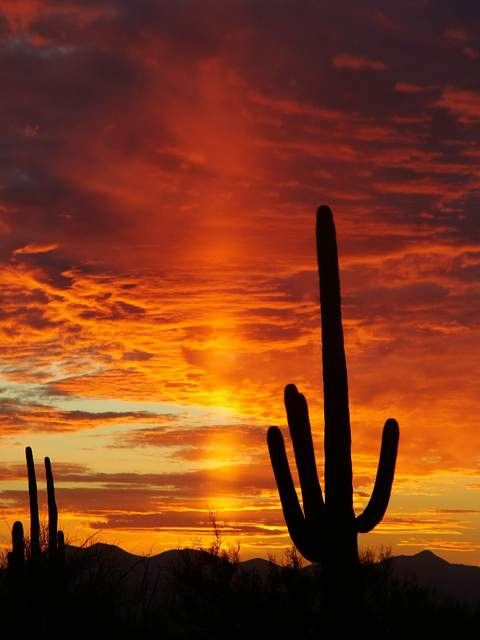
غروب الشمس مع عمود ضوء ظاهر في توكسون اريزونا.
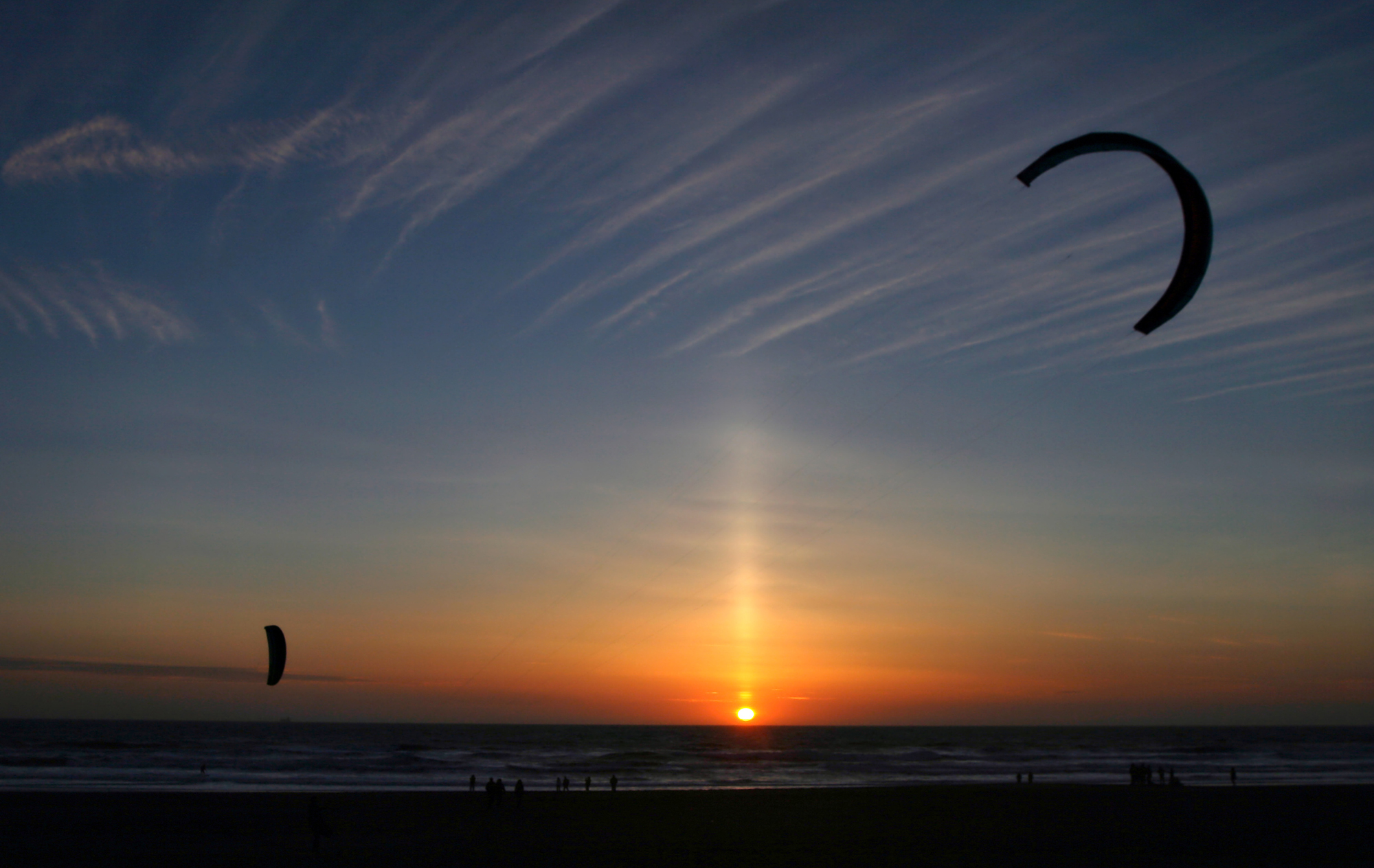
عمود ضوء في سان فرانسيسكو كاليفورنيا
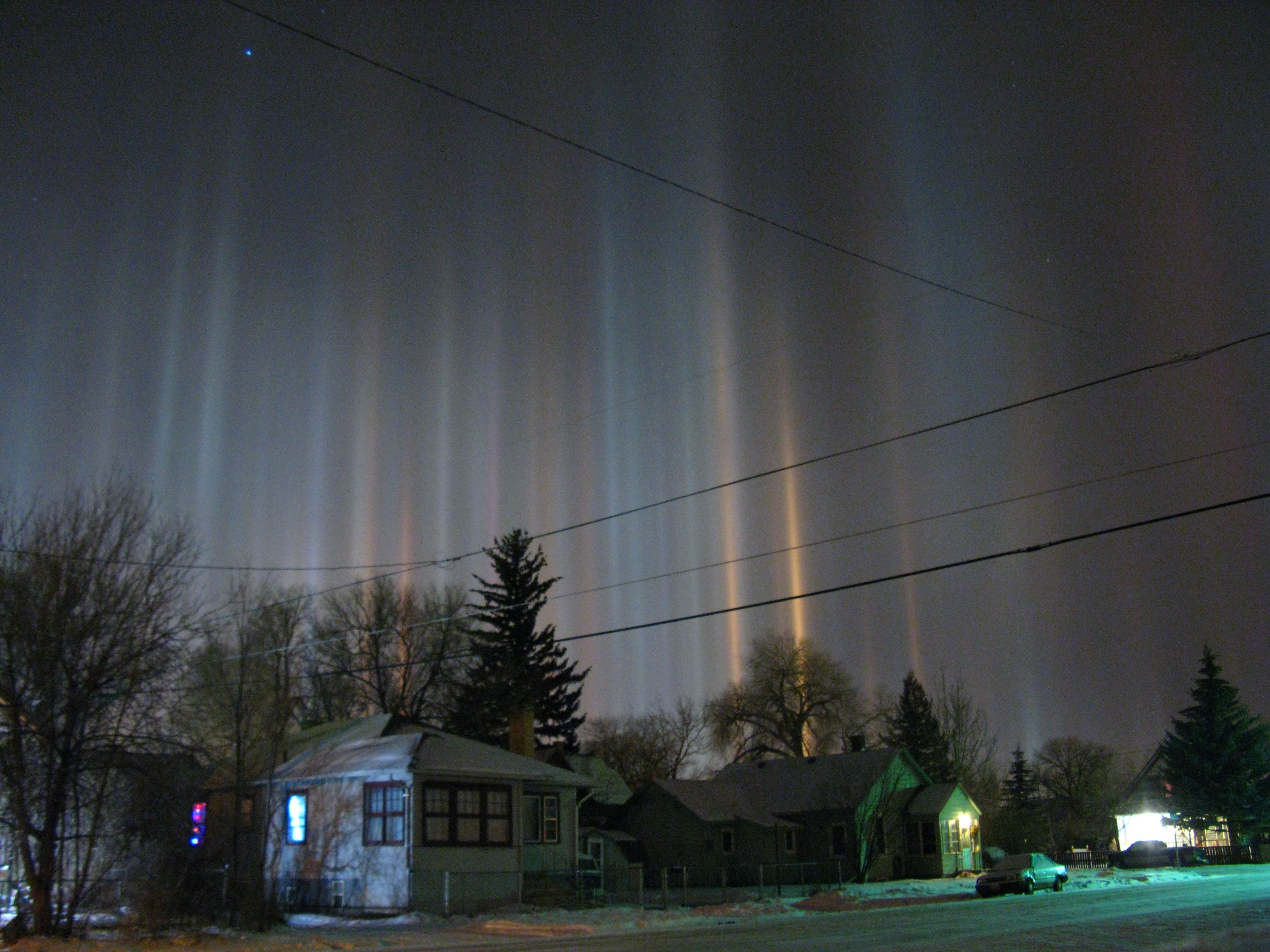
عواميد ضوء في ليلة شتائيه في لارامي_يومينغ.
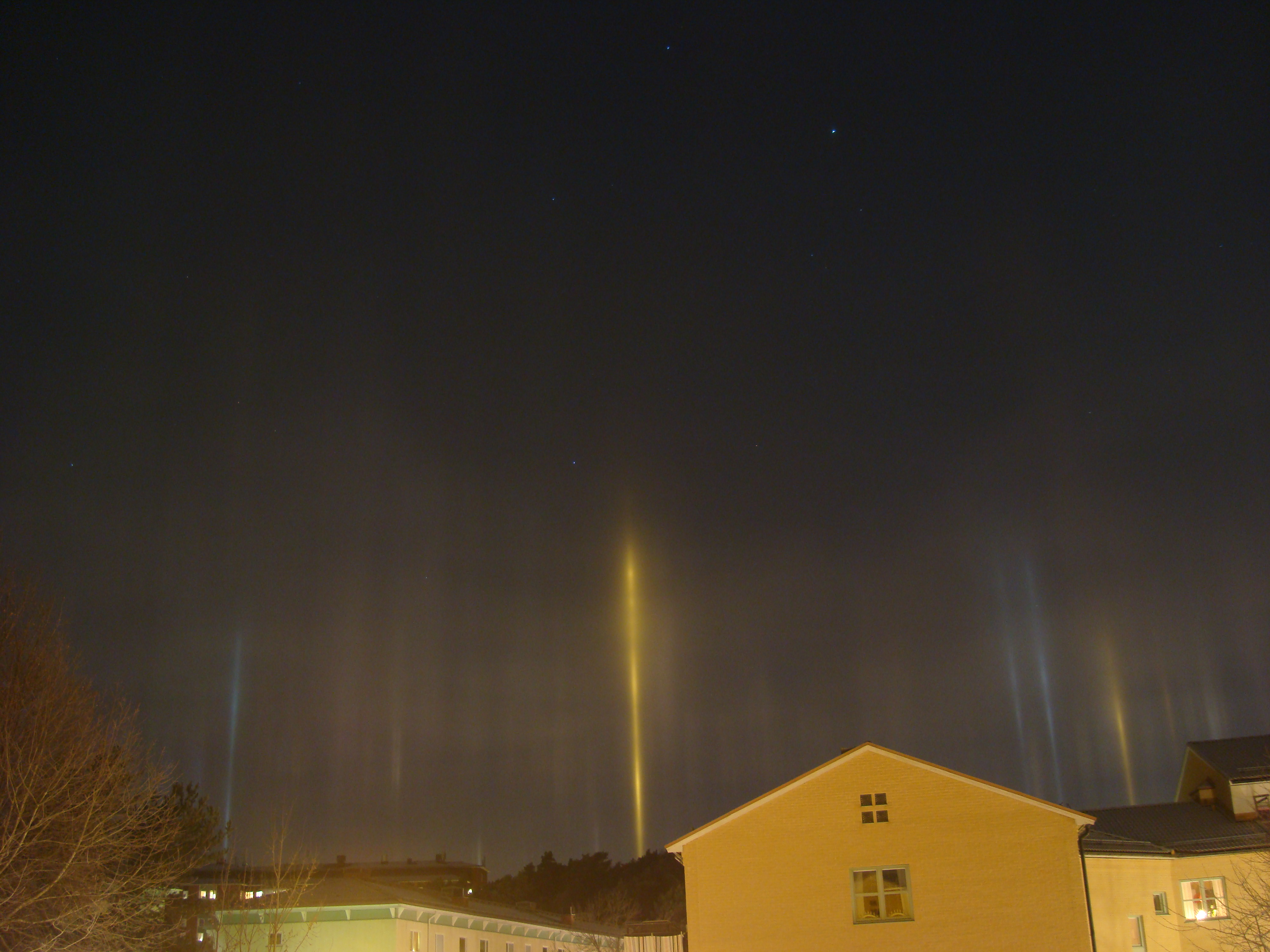
عواميد ضوء في ليلةفي شتاء يناير2016 في ستوكولم_السويد .
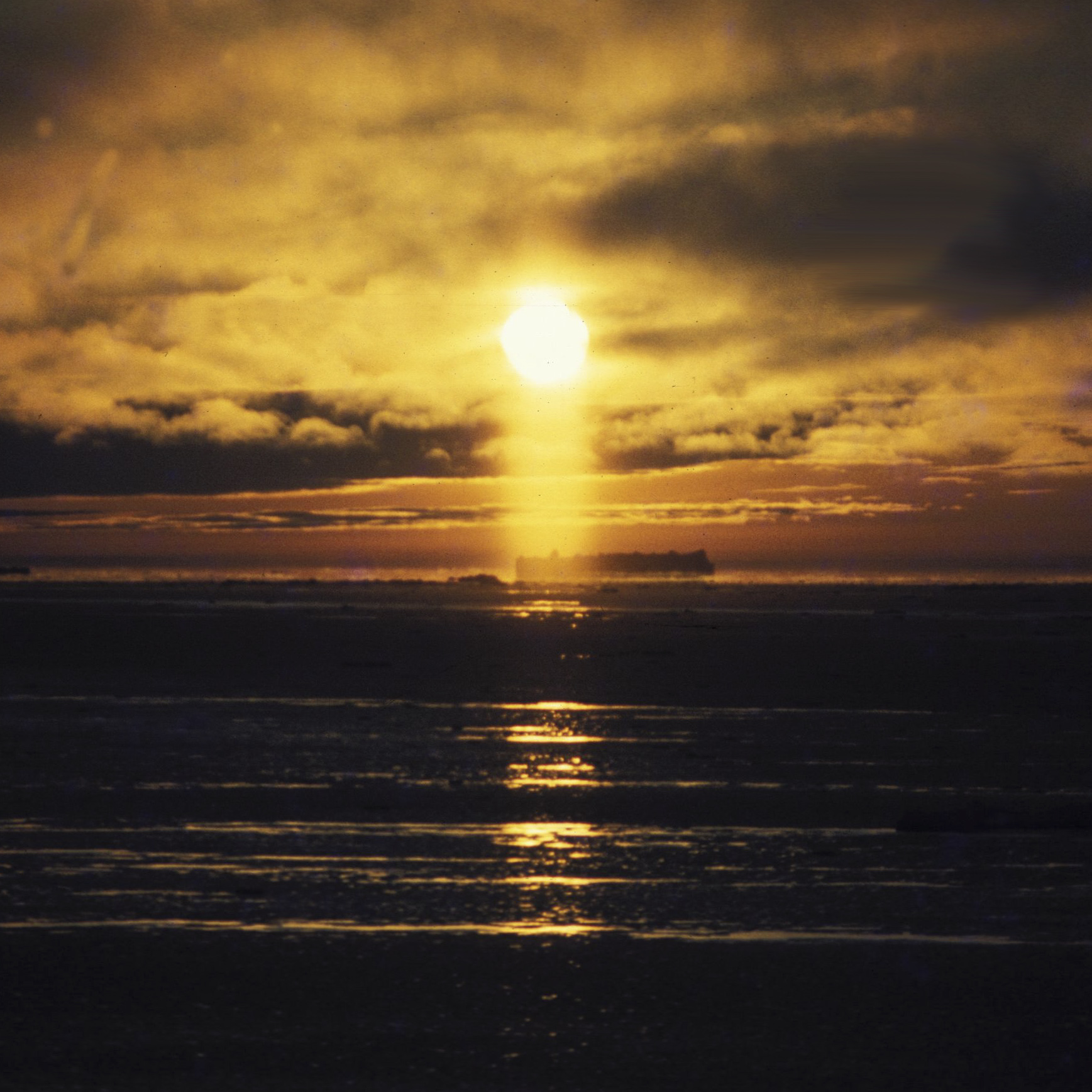
عمود ضوء منخفض تمت مشاهدته في قارة انتاركتيكا.
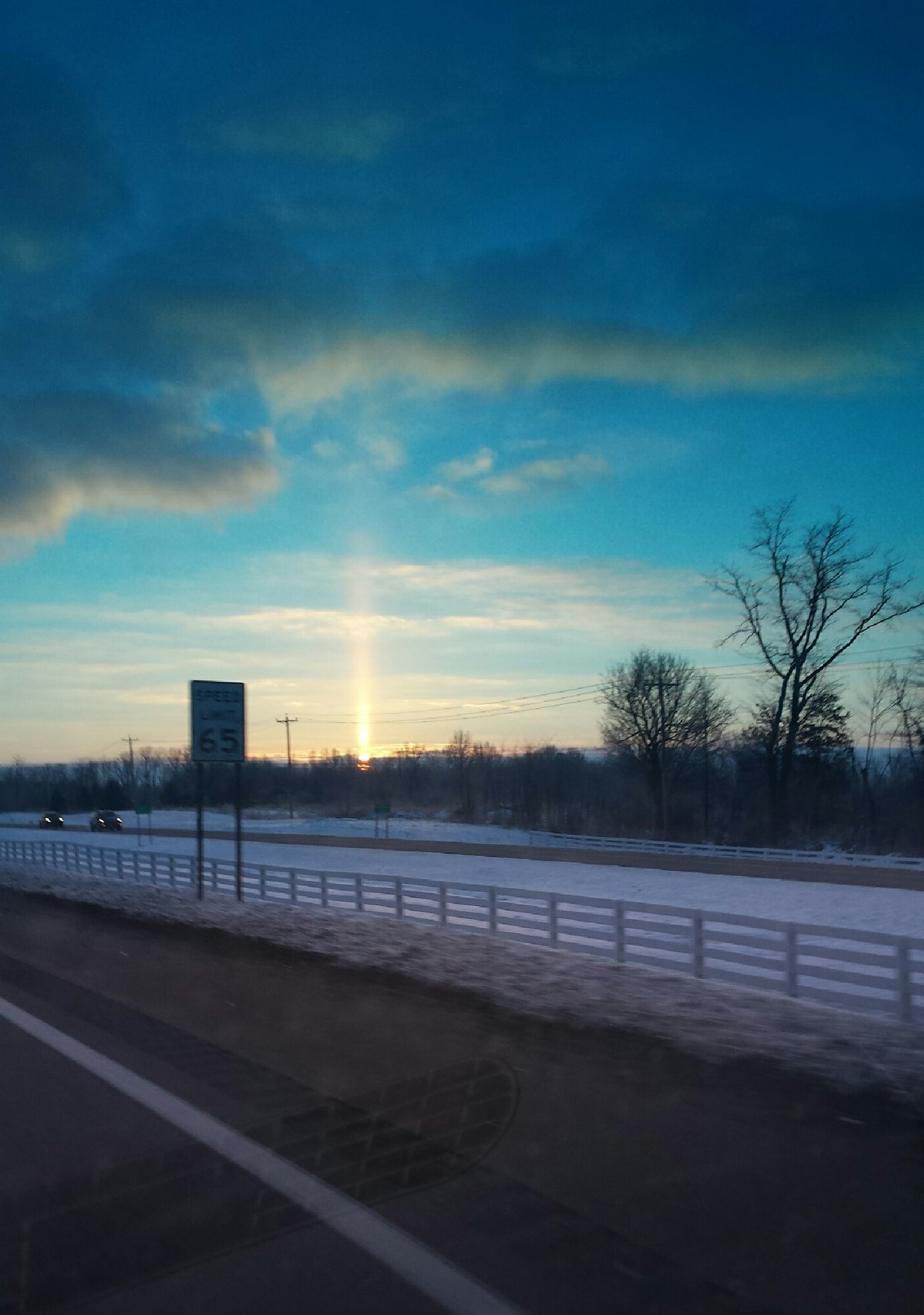
عمود ضوء شوهد في يناير 2015 في اوهايو اميريكا

## انظر ايضاً
- هالة ضوئية
- شعاع ضوئي
- شمس كاذبة